# Acalypha anadenia
Acalypha anadenia är en törelväxtart som beskrevs av Paul Carpenter Standley. Acalypha anadenia ingår i släktet akalyfor, och familjen törelväxter. Inga underarter finns listade i Catalogue of Life.